# Cliff Curtis
Cliff Curtis (Rotorua, 27 de julho de 1968) é um ator neozelandês. 
Os seus papéis no cinema incluem Encantadora de Baleias, Once Were Warriors, Blow e Collateral Damage. E seus trabalhos na televisão incluem as séries Trauma, Body of Proof, Missing, Gang Related e a série americana Fear The Walking Dead. Curtis é co-proprietário da empresa de produção independente da Nova Zelândia chamada Whenua Films. Cliff Curtis é descendente de Maori, porém seus papéis no cinema retratam uma gama de etnias, incluindo papéis como Latino, Asiático e Árabe.
Ele é descendente do povo Maori e suas afiliações tribais são os Te Arawa e Ngati Hauiti.

## Filmografia

### Cinema
| Ano                     | Filme                     | Personagem             | Notas              |
| ----------------------- | ------------------------- | ---------------------- | ------------------ |
| 1993                    | O Piano                   | Mana                   |                    |
| 1993                    | Desperate Remedies        | Fraser                 |                    |
| 1994                    | Kahu & Maia               |                        |                    |
| 1994                    | Once Were Warriors        | Bully                  |                    |
| 1994                    | Rapa Nui                  | Short Ears             |                    |
| 1996                    | Chicken                   | Zeke                   |                    |
| 1996                    | Mananui                   |                        |                    |
| 1998                    |                           |                        |                    |
| Deep Rising             | Mamooli                   |                        |                    |
| Six Days Seven Nights   | Kip                       |                        |                    |
| 1999                    | Vírus                     | Hiko                   |                    |
| 1999                    | Three Kings               | Amir Abdulah           |                    |
| 1999                    | Bringing Out the Dead     | Cy Coates              |                    |
| 1999                    | The Insider               | Xeque Fadlallah        |                    |
| 2000                    | Jubilee                   | Billy Williams         |                    |
| 2001                    | Blow                      | Pablo Escobar          |                    |
| 2001                    | Training Day              | Smiley                 |                    |
| 2001                    | The Majestic              | Príncipe Khalid        |                    |
| 2002                    | Collateral Damage         | Claudio Perrini        |                    |
| 2002                    | Encantadora de Baleias    | Porourangi             |                    |
| 2003                    | O Júri                    | Frank Herrera          |                    |
| 2004                    |                           |                        |                    |
| Fracture                | Detetive Franklin         |                        |                    |
| Spooked                 | Mort Whitman              |                        |                    |
| Heinous Crime           | Entregador de pizza       |                        |                    |
| 2005                    | The Pool                  | Husband                |                    |
| 2005                    | River Queen               | Wiremu                 |                    |
| 2006                    | The Fountain              | Capitão Ariel          |                    |
| 2006                    | Hawaikii                  |                        | Produtor-executivo |
| 2007                    | Sunshine                  | Searle                 |                    |
| 2007                    | Fracture                  | Detetive Flores        |                    |
| 2007                    | Live Free or Die Hard     | Bowman                 |                    |
| 2007                    | Eagle vs Shark            |                        | Produtor           |
| 2007                    | Taua                      |                        | Produtor-executivo |
| 2008                    | 10.000 a.C                | Tic'Tic                |                    |
| 2009                    | Push                      | Hook Waters            |                    |
| 2009                    | Crossing Over             | Hamid Baraheri         |                    |
| 2010                    | The Last Airbender        | Senhor do Fogo Ozai    |                    |
| 2010                    | Boy                       |                        | Produtor           |
| 2011                    | Colombiana                | Emilio Restrepo        |                    |
| 2011                    | Te Whakarauora Tangata    |                        | Co-produtor        |
| 2012                    | A Thousand Words          | Dr.Sinja               |                    |
| 2012                    | Great Expectations        |                        | Produtor-executivo |
| 2013                    |                           |                        |                    |
| Crosstown               |                           | Produtor-executivo     |                    |
| The Fires of Occupation |                           | Produtor-executivo     |                    |
| 2014                    | The Dark Horse            | Genesis                | Produtor-executivo |
| 2015                    | Last Knights              | Cortez                 |                    |
| 2016                    | Ressurreição              | Jesus Cristo           |                    |
| 2018                    | The Meg                   | James “Mac” Mackreides |                    |
| 2022                    | Avatar: O Caminho da Água | Tonowari               |                    |

### Televisão
| Ano       | Título                           | Papel                   | Notas          |
| --------- | -------------------------------- | ----------------------- | -------------- |
| 1991      | Undercover                       | Zip                     |                |
| 1994      | Hercules in the Underworld       | Nessus                  |                |
| 1995      | Hercules: The Legendary Journeys | Nemis                   | 1 episódio     |
| 1995      | Mysterious Island                | Peter                   | 2 episódios    |
| 1996      | City Life                        | Daniel Freeman          | 4 episódios    |
| 1998      | The Chosen                       | Father Tahere           |                |
| 2004      | Traffic                          | Adam Kadyrou            |                |
| 2009-2010 | Trauma                           | Reuben 'Rabbit' Palchuk | 20 episódios   |
| 2011      | Body of Proof                    | Derek Ames              |                |
| 2012      | Missing                          | Dax Miller              | 10 episódios   |
| 2014      | Gang Related                     | Javier Acosta           | 13 episódios   |
| 2015-2017 | Fear The Walking Dead            | Travis                  | Papel regular; |